# Jarkovice (Bystřice)
Jarkovice je vesnice v okrese Benešov, je součástí obce Bystřice. Na východě vesnice leží na Konopišťském potoce Jarkovický rybník. Je zde evidováno 64 adres. Jarkovice leží v katastrálním území Jírovice.

## Gramatika
Název Jarkovice je podstatné jméno pomnožné. Správné skloňování je tedy Jarkovice bez Jarkovic.

## Historie
První písemná zmínka o vesnici pochází z roku 1327.
Za druhé světové války se ves stala součástí vojenského cvičiště Zbraní SS Benešov a její obyvatelé se museli 31. prosince 1943 vystěhovat.